# 老英格
老英格（瑞典語：Inge Stenkilsson；？—1105年）或稱為英格一世。斯滕克爾王朝的開創者斯滕克爾與厄蒙德·斯萊姆的女兒英格莫德的兒子。瑞典國王（1079年－1084年及1087年－1105年在位）。

## 生平
老英格的首次擔任國王是與兄長哈爾斯滕共治，但是對他的統治沒有很多的記載，根據當代編年史家不來梅的亞當和研究他的著作的學者，前任國王斯滕克爾死後，繼位的兩名埃里克（埃里克七世·斯滕克爾松及異教徒埃里克八世）國王也為人所弒，遂將阿農德·戈爾德斯克從基輔羅斯召到瑞典登基，但他不久即因拒絕向烏普薩拉寺內的北歐諸神祭獻而遭到廢黜。一個說法認為阿農德和老英格是同一個人，因為幾個來源提及老英格是一個狂熱的基督徒，而《海瓦爾和海德里克傳奇》（Hervarar saga ok Heiðreks）描寫老英格拒絕祭獻北歐諸神而流放至西約特蘭。
從一封教皇格列哥里七世於1080年寫給老英格的信是以“瑞典人的國王”為稱謂，但是於1081年給老英格及另一位以「A」開頭的國王（可能是他的兄長哈爾斯滕或是紅色哈康）是以“西約塔蘭國王”為稱謂的。不知道當時是否老英格的統治收縮至西約特蘭，那些信件只是證明基督教傳至瑞典及向教皇獻交十一奉獻。
約於1084年，瑞典人因爲老英格不尊重傳統、拒絕向在烏普薩拉寺內的北歐諸神奉獻而將之廢黜退位。布洛特-斯文因而獲選為國王取代老英格，後者則流放至西約特蘭。但是老英格於三年後回來、殺死布洛特-斯文，重新即位，統治瑞典直至去世。
根據西約塔蘭法的記載，老英格以男子氣概統治瑞典，他從來沒有違反法律，因而得到統治的地區接受。
約於1100年，老英格與挪威國王赤腳王馬格努斯三世戰鬥，兩國於1101年簽訂和約停戰，與會的包括丹麥國王賢明王埃里克一世。在和會中，老英格將女兒嫁給馬格努斯三世。斯諾里·斯圖魯松寫的薩迦《挪威王列傳》（Heimskringla）描寫老英格的外貌和身材：
國王英格是粗壯和最肥碩，從他的年齡，他的外表最有尊嚴。國王馬格努斯的外表最勇敢和活潑，而國王埃里克的外表最帥。但是他們都是英俊的男人；粗壯、勇敢、演說是有準備的。
《赫瓦拉爾薩迦》敘述老英格年老去世及一直統治瑞典至去世為止。沒有準確的死亡日期，但是可能於1105年逝世。

## 家庭
老英格的妻子是海倫娜，兩人共有1子3女：
1. 克里斯蒂娜，基輔大公姆斯季斯拉夫一世的第一任妻子
2. 拉格瓦爾德，瑞典國王
3. 瑪格麗塔，丹麥王后
4. 卡塔里娜，瑞典王后克里斯蒂娜的母親